# Ribeirão do Quati (vattendrag i Brasilien)
Ribeirão do Quati är ett vattendrag i Brasilien.   Det ligger i delstaten Paraná, i den södra delen av landet, 900 km sydväst om huvudstaden Brasília.
Trakten runt Ribeirão do Quati består i huvudsak av gräsmarker. Runt Ribeirão do Quati är det ganska glesbefolkat, med 22 invånare per kvadratkilometer.